# Brooke Burke
Brooke Burke, alternativt Brooke Burke-Charvet, född 8 september 1971 i Hartford i Connecticut, är en amerikansk skådespelare, dansare, modell och tv-personlighet som medverkat i USA:s upplaga av Dancing with the Stars, en variant av Let's Dance.

## Dancing with the Stars
Brooke Burke medverkade i Dancing with the Stars under säsongen som pågick hösten 2008, där hon nådde finalen som hon vann. Senare i tävlingens historia tog hon över som programledare för programmet.

## Uppväxt
Brooke Burke föddes i Hartford i Connecticut, men växte upp i Tucson i Arizona.